# Élisa Lamotte
Pour les articles homonymes, voir Lamotte.
Élisa Lamotte, née le 5 novembre 1919 à Briey et morte le 29 mars 2013 à Paris, est une actrice française.

## Filmographie
- 1948 : Les Casse-pieds de Jean Dréville : la chauffarde
- 1950 : Mon ami le cambrioleur d'Henri Lepage : la patronne
- 1951 : Un grand patron d'Yves Ciampi : la dame d'Orléans
- 1951 : Et ta sœur d'Henri Lepage
- 1952 : Fortuné de Marseille d'Henry Lepage
- 1952 : La Danseuse nue de Pierre-Louis : Thérèse
- 1953 : Belle Mentalité ! d'André Berthomieu : Loulou Regina
- 1955 : Gueule d'ange, de Marcel Blistène : Dominique
- 1956 : La Foire aux femmes de Jean Stelli : Michèle
- 1956 : L'Homme et l'Enfant de Raoul André : Marcelle
- 1956 : Mannequins de Paris d'André Hunebelle : une cliente
- 1956 : Les Insoumises de René Gaveau : Élisabeth